# Любушкин, Иван Тимофеевич

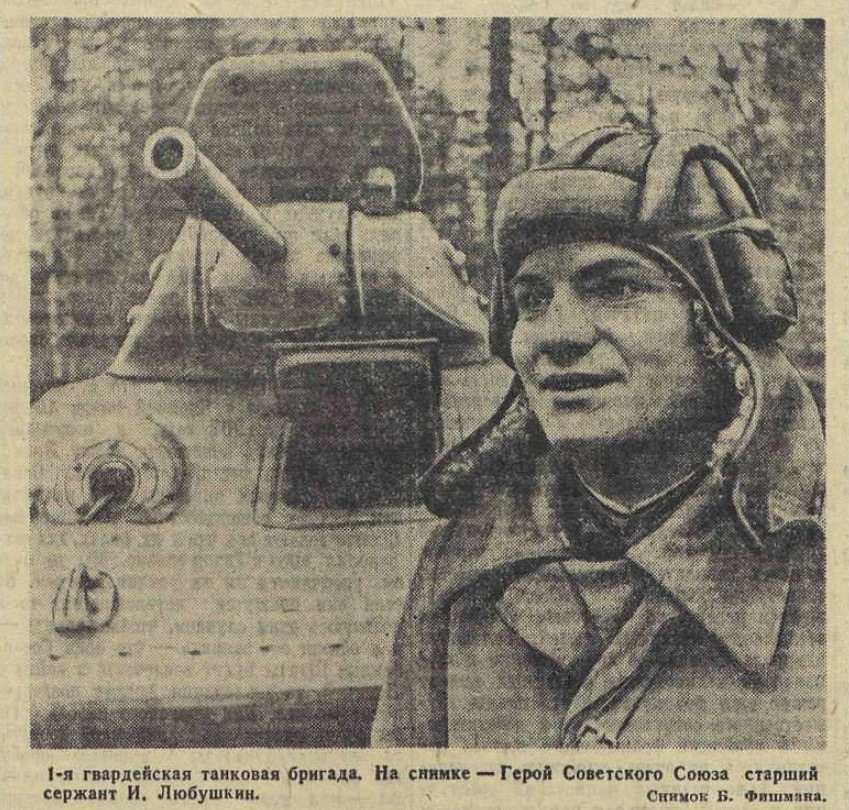
Газета «Красная звезда» № 266,
12 ноября 1941

Ива́н Тимофе́евич Лю́бушкин (20 июля 1918 — 30 июня 1942) — советский танковый ас, участник Великой Отечественной войны, гвардии лейтенант, Герой Советского Союза (1941).
На его боевом счету 20 уничтоженных танков и САУ противника.

## Биография
Родился 20 июля 1918 года в деревне Садовая Борисоглебского уезда Тамбовской губернии в крестьянской семье. Окончил неполную среднюю школу. Отец — Тимофей Фёдорович. У Любушкина было два брата (Андрей, погиб в годы Великой Отечественной войны, и Василий) и две сестры (Наталья и Антонина). Сестра Антонина Тимофеевна Василина о И. Т. Любушкине:

В детстве Ваня был скромным, стеснительным, но в то же время и очень подвижным ребёнком. Любил играть в войну и при этом хотел обязательно быть командиром. Учился до четвёртого класса в родном селе, а потом в селе Сергиевка, где и окончил семилетку. Жизнь нас не баловала. Мать рано умерла, и отец женился вторично. Семья была большая, семь человек детей. Часто даже не в чём было идти в школу. Но всё же Ваня старался не пропускать занятий и учился хорошо. После школы уехал в Тамбов, где работал на кирпичном заводе. Трудился — добросовестно. Затем с товарищем уехал в Тбилиси, там работал в пожарной части. Из Тбилиси его взяли в армию, служил в танковой части, окончил школу младших командиров, а потом началась война.
В Красной армии с 1938 года.

### В годы Великой Отечественной войны
Участник Великой Отечественной войны с июня 1941 года.
Наводчик орудия танка Т-34-76 4-й танковой бригады (16-я армия, Западный фронт) комсомолец старший сержант И. Т. Любушкин отличился 6 октября 1941 года в бою у высоты 217,8 (у села Первый Воин Мценского района Орловской области, Воинское сельское поселение), когда советские войска встретились с основными силами мощной танковой группы Г. Гудериана (Бои под Мценском).
Вражеским огнём «тридцатьчетвёрка» лейтенанта Кукарина была подбита. Наводчик И. Т. Любушкин был ранен (на лейтенанте Кукарине загорелась одежда, механик-водитель танка Фёдоров тоже был ранен и оглушён, радист-пулемётчик Дуванов ранен в ногу), однако экипаж продолжал бой и поджёг пять вражеских танков. Всего в этом бою экипажем боевой машины было уничтожено девять танков противника.
О подвиге танкиста рассказала фронтовая листовка «Танковая дуэль»:

Танк старшего сержанта И. Т. Любушкина с первых минут боя был подбит вражеским снарядом и не мог двигаться. Но он принял бой и начал обстрел вражеских танков. На широком поле разразилась необыкновенная танковая дуэль. На расстоянии 1300 метров мужественный командир расстрелял одну за другой пять вражеских машин. Но вот подоспевший немецкий тяжёлый танк пробил борт машины Любушкина. Ранил экипаж и перебил механизм включения скорости, водитель танка немедленно принялся за ремонт. Через некоторое время машина получила возможность дать задний ход, и танк Любушкина сумел соединиться со своей колонной.
В воспоминаниях командующего 2-й танковой армией вермахта генерала Г. Гудериана о дне 6 октября 1941 года говорится: «4-я танковая дивизия была остановлена русскими танками. И ей пришлось пережить тяжёлый момент. Впервые проявилось значительное превосходство русских танков Т-34. Дивизия понесла значительные потери. Намеченное быстрое наступление на Тулу пришлось отложить».
Указом Президиума Верховного Совета СССР от 10 октября 1941 года «за образцовое выполнение боевых заданий командования на фронте борьбы с немецко-фашистским захватчиками и проявленные при этом мужество и героизм» старшему сержанту Любушкину Ивану Тимофеевичу присвоено звание Героя Советского Союза.
В битве под Москвой участвовал в ряде боёв у деревень Гусенево и Дубосеково, контратаковал превосходящие силы немцев у Истры и Крюково, уничтожив при этом 6 танков противника. Участвовал в боях на Калининском и Брянском фронтах.
В возрасте 23-х лет командир танка Иван Тимофеевич Любушкин погиб в бою 30 июня 1942 года за деревню Муравский Шлях (под городом Ливны) на Брянском фронте. Участник того боя командир батальона А. А. Рафтопулло в своей книге писал:

Особенно жестокий и трудный бой провели гвардейцы 30 июня в районе Опытного поля — был внезапный встречный бой. Его принял батальон Александра Бурды. Развёртываться их походной колонне в боевой порядок пришлось под огнём. Сверху гвардейцев-танкистов атаковала авиация, в лоб шли фашистские танки, сбоку, из-за железной дороги, вдоль которой продвигался батальон, били немецкие пушки. В этом столкновении и погиб один из лучших танкистов, Герой Советского Союза Иван Любушкин. Только он расправился с пушкой гитлеровцев, как прямым попаданием бомбы была разбита башня его «тридцатьчетвёрки». Любушкин и его башенный стрелок Литвиненко убиты наповал, стрелок-радист Егоров тяжело ранен и только механик-водитель Сафонов остался невредим. Он успел выскочить из охваченной пламенем машины. Танк Любушкина горел на глазах у его товарищей до захода солнца, и то, что пережили они, глядя на него, невозможно описать…

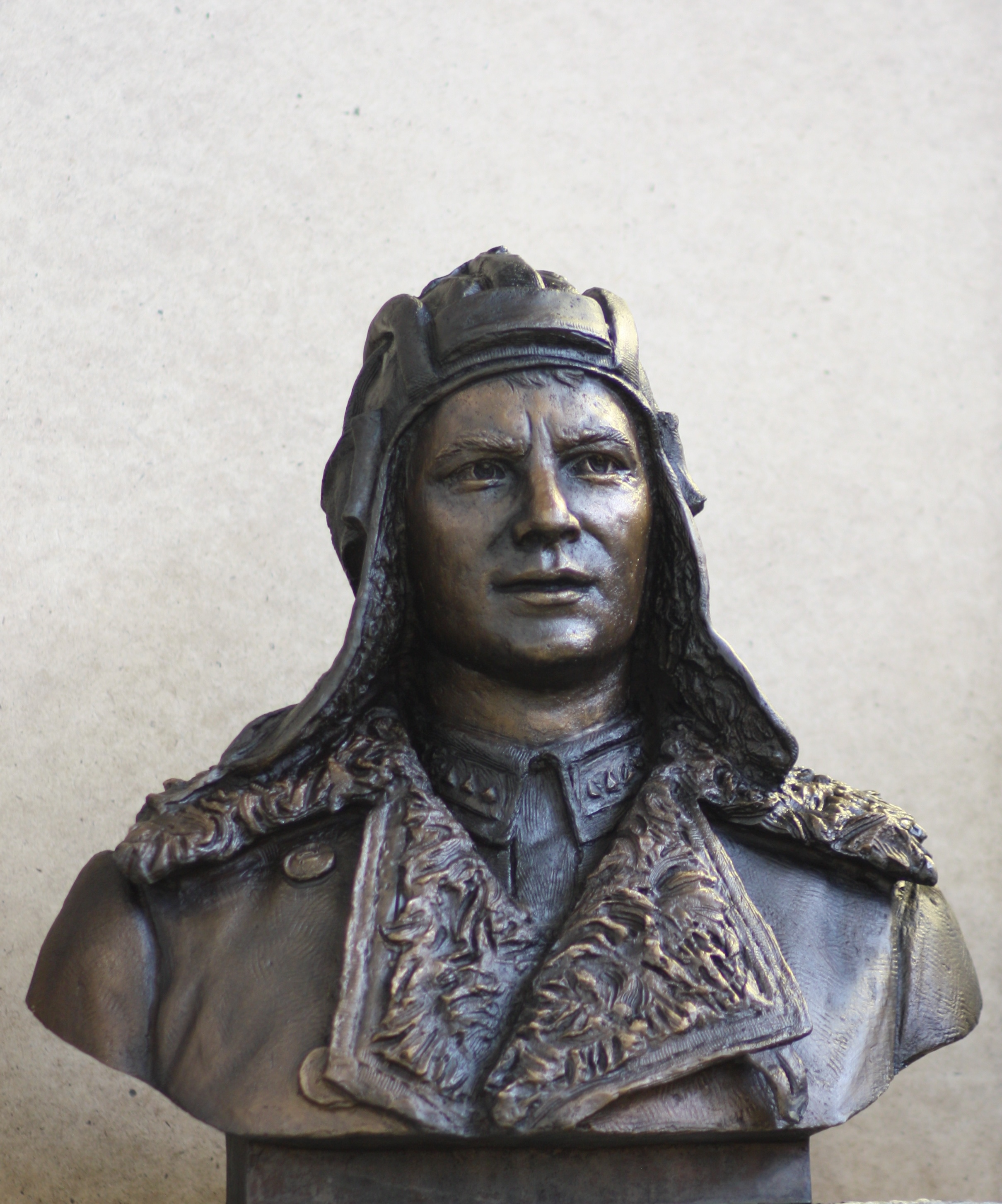
Бюст танкиста И.Любушкина (скульптор Андрей Следков)

Всего на боевом счету И. Т. Любушкина числилось 20 уничтоженных танков и САУ противника.
Был похоронен в братской могиле № 46 в деревне Росстани Ливенского района Орловской области. Здесь установлена скульптура воина с обнажённой головой, а также мемориальная плита с именами погибших.

## Награды
- Медаль «Золотая Звезда» Героя Советского Союза (10 октября 1941);
- орден Ленина (10 октября 1941);
- медали.

## Память
- Именем И. Т. Любушкина названы улицы в городах Орел и Ливны и Сергиевская средняя школа Мучкапского района Тамбовской области. В школе создан музей, где собраны материалы о воспитаннике школы.
- Приказом 1-й гвардейской танковой бригады № 073 от 7 мая 1943 года зачислен навечно в списки личного состава бригады.
- В 2011 году в Республике Чад выпущен почтовый блок, посвящённый 70-летию битвы за Москву, на которой изображён И. Т. Любушкин[7].
- В 2020 году в Мценском районе Орловской области открыт бюст на мемориале «Героям танкистам-гвардейцам» (скульптор Андрей Следков)